# Brzyszów
Brzyszów (prononciation : [ˈbʐɨʂuf]) est une localité polonaise de la gmina de Mstów, située dans le powiat de Częstochowa en voïvodie de Silésie.